# Aticià d'Afrodísias
Aticià (llatí: Atticianus) fou un escultor grec nascut a Afrodísias conegut solament perquè una obra seva, una musa de la Galeria dels Uffizi de Florença, porta la seva signatura.